# Pierre Latour
Pierre Roger Latour (Romans-sur-Isère, 12 ottobre 1993) è un ciclista su strada francese che corre per il team TotalEnergies. È professionista dal 2015.

## Carriera

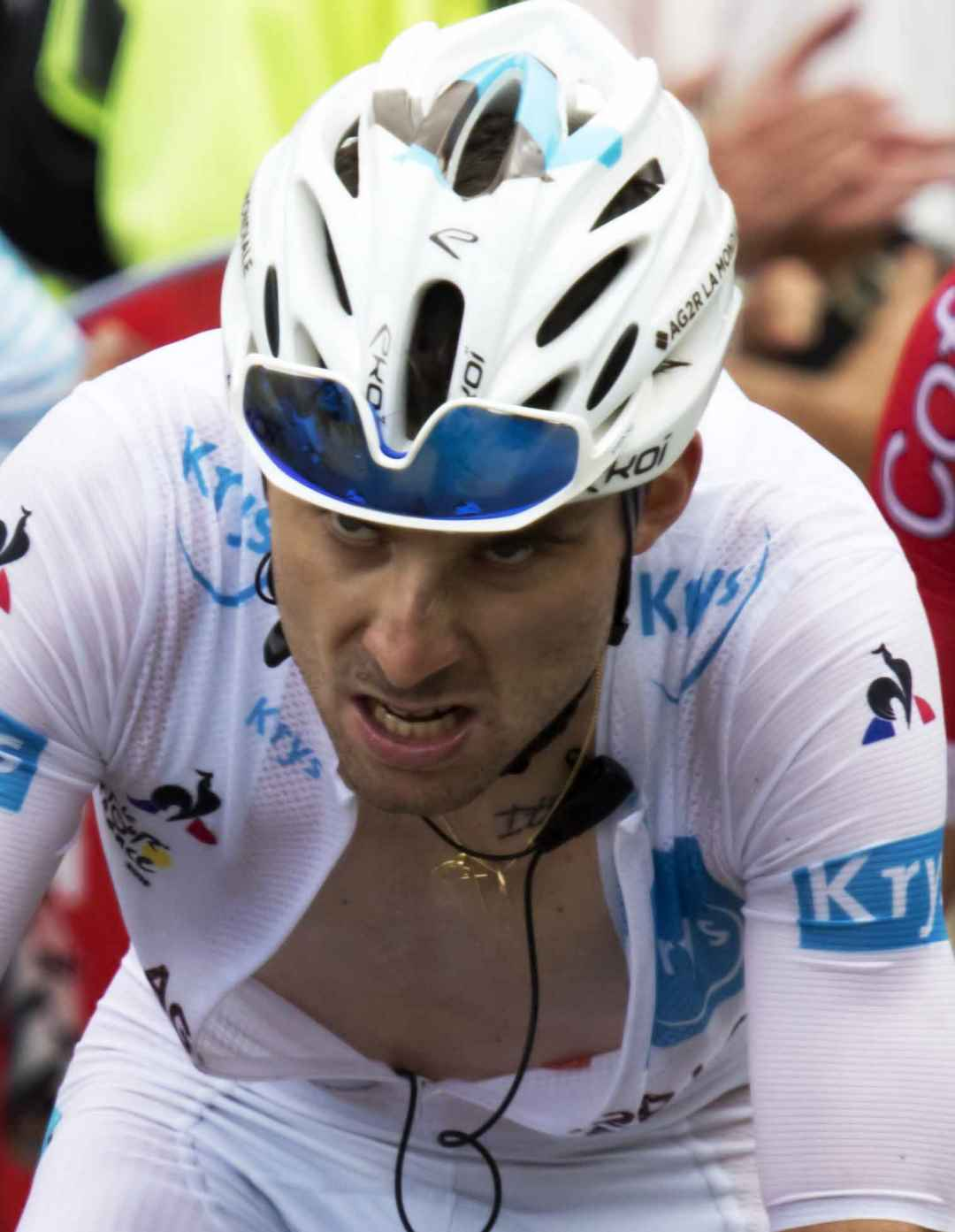
Pierre Latour in azione con la maglia bianca al Tour de France 2018.

Passato professionista a 22 anni con l'AG2R La Mondiale dopo tre stagioni con la Chambéry Cyclisme Formation, consegue la prima vittoria in carriera durante la quarta frazione del Tour de l'Ain 2015. Nel 2016 chiude secondo al Critérium International e vince la tappa della Vuelta a España con arrivo sull'Alto de Aitana.
Nel biennio 2017-2018 è due volte campione nazionale a cronometro; nel 2018 conclude anche al terzo posto la Volta Ciclista a Catalunya, e si aggiudica la classifica giovani al Tour de France.
A inizio 2021 lascia dopo sei stagioni l'AG2R La Mondiale per trasferirsi alla Total Direct Énergie.

## Palmarès
- 2011 (Juniores)

1ª tappa Rothaus Regio-Tour International (Münsteral > Münsteral)
- 2013 (AG2R La Mondiale, una vittoria)

Giochi della Francofonia, Prova in linea
- 2015 (AG2R La Mondiale, una vittoria)

4ª tappa Tour de l'Ain (Nantua > Lélex)
- 2016 (AG2R La Mondiale, una vittoria)

20ª tappa Vuelta a España (Benidorm > Alto de Aitana)
- 2017 (AG2R La Mondiale, una vittoria)

Campionati francesi, prova a cronometro
- 2018 (AG2R La Mondiale, una vittoria)

Campionati francesi, prova a cronometro
- 2021 (Total Direct Énergie, una vittoria)

3ª tappa Vuelta a Asturias (Cangas del Narcea > Monte Naranco)
- 2024 (TotalEnergies, una vittoria)

5ª tappa Tour du Rwanda (Musanze > Kinigi, cronometro)
- 2025 (TotalEnergies, una vittoria)

1ª tappa Boucles de la Mayenne (Saint-Berthevin > Juvigné)

### Altri successi
- 2013 (Chambéry Cyclisme Formation)

Classifica giovani Ronde de l'Isard
Classifica giovani Tour du Gévaudan Languedoc-Roussillon
- 2015 (AG2R La Mondiale)

Classifica giovani Route du Sud
Classifica giovani Tour de l'Ain
- 2016 (AG2R La Mondiale)

Classifica giovani Étoile de Bessèges
Classifica giovani Critérium International
Classifica giovani Tour de Romandie
- 2017 (AG2R La Mondiale)

Classifica giovani Tour de Romandie
- 2018 (AG2R La Mondiale)

Classifica giovani Volta Ciclista a Catalunya
Classifica giovani Critérium du Dauphiné
Classifica giovani Tour de France
- 2024 (TotalEnergies)

Classifica scalatori Tour du Rwanda
- 2025 (TotalEnergies)

Classifica a punti Boucles de la Mayenne

## Piazzamenti

### Grandi Giri
- Tour de France

2017: 29º
2018: 13º
2020: ritirato (14ª tappa)
2021: 47º
2022: 56º
2023: 75º
- Vuelta a España

2016: 28º
2019: 35º
2023: ritirato (8ª tappa)

### Classiche monumento
- Liegi-Bastogne-Liegi

2017: 146º
2021: 78º
- Giro di Lombardia

2015: 78º
2016: 10º
2017: 65º
2019: 9º
2022: 31º
2023: 33º

### Competizioni mondiali
- Campionati del mondo

Copenhagen 2011 - In linea Juniores: 75º
Ponferrada 2014 - In linea Under-23: 96º
Yorkshire 2019 - Cronometro Elite: 18º

### Competizioni europee
- Campionati europei

Offida 2011 - In linea Juniores: 25°